# Bombyx picta
Bombyx picta är en fjärilsart som beskrevs av Lucas 1895. Bombyx picta ingår i släktet Bombyx och familjen silkesspinnare. Inga underarter finns listade i Catalogue of Life.